# Салацгривський край
Салацгри́вський кра́й (латис. Salacgrīvas novads) — адміністративно-територіальна одиниця Латвійської Республіки. Розташований у північно-західній частині країни, в історичному регіоні Ліфляндія. Адміністративний центр — Салацгрива. Створений 2009 року. Площа — 637,6 км². Населення — 8323 осіб (2011). До складу краю входять 2 міста і 3 волості.

## Населення
Національний склад краю за результатами перепису населення Латвії 2011 року.
| Національність | К-сть | % |
| -------------- | ----- | - |